# Thiago Martins (futebolista)
Thiago Martins Bueno, mais conhecido como Thiago Martins, (São João Evangelista, 17 de março de 1995), é um futebolista brasileiro que atua como zagueiro. Atualmente joga no New York City.

## Carreira

### Palmeiras
Ao chegar no alviverde paulista, foi tido como uma das maiores promessas da zaga do Palmeiras.
Em janeiro de 2014, pela Copa São Paulo de Futebol Júnior, Thiago sofreu um rompimento do ligamento cruzado anterior do joelho direito, que o tirou de campo por meses.
Pelo time Sub-20, o defensor disputou a reta final do Campeonato Paulista , quando usou a tarja de capitão, a Copa do Brasil e o Campeonato Brasileiro de 2013, além da Copa São Paulo de 2014.
Já nos profissionais, em março de 2017, durante um jogo treino, Thiago sofreu outra grave lesão também no joelho, dessa vez no esquerdo, rompeu o ligamento cruzado ficando assim 6 meses de fora dos gramados.

### Paysandu
No dia 26 de março de 2015, sem espaço no elenco do Palmeiras, Thiago foi cedido por empréstimo ao Paysandu, do Pará, até o final de 2015.

## Títulos
Palmeiras
- Campeonato Brasileiro: 2016, 2018
- Campeonato Brasileiro - Série B: 2013

Yokohama F. Marinos
- Campeonato Japonês: 2019